# El gran Carlemany
El Gran Carlemany (en catalán: El Gran Carlomagno) es el himno nacional del Principado de Andorra. Escrito por Juan Benlloch y Vivó (1864-1926) y compuesto por Enric Marfany Bons (1871-1942), fue adoptado como himno nacional de manera oficial en 1921.
El himno fue interpretado por primera vez el 8 de septiembre de 1921 en el Santuario de Meritxell durante la celebración a la Virgen de Meritxell, la patrona nacional de Andorra.